# Дзвоники Франкліна

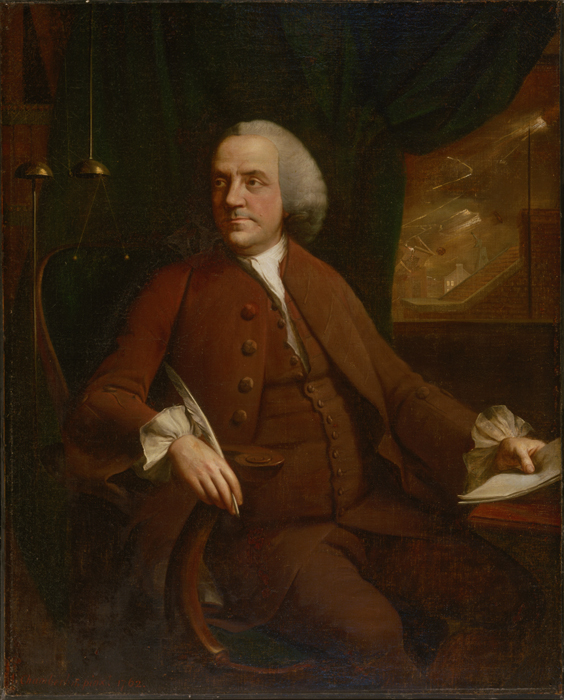
Портрет Бенджаміна Франкліна (Мейсон Чемберлін, 1762 рік). Вчений спостерігає за роботою блискавкових дзвоників

Дзвоники Франкліна (також відомі, як дзвоники Гордона або блискавкові дзвоники) — електростатичний прилад XVIII століття, призначений для перевірки наявності електричних зарядів та демонстрації взаємодії між ними. Використовувався переважно як індикатор або засіб попередження, оскільки він не дозволяє оцінити величину заряду кількісно, а вказує тільки на його фактичну присутність. З цих причин він свого часу не знайшов широкого застосування як дослідницький або вимірювальний прилад, але тим не менш, це був перший пристрій, який дозволяв неперервне перетворення електричної енергії в механічну, у вигляді постійного коливального руху механічної деталі (руху ударника між двома протилежно зарядженими дзвониками). Фактично, це був перший електромеханічний прилад, ранній попередник сучасних електричних двигунів та реле. В наш час дзвоники Франкліна можуть знаходити обмежене використання як навчальний пристрій для демонстрації закону збереження енергії.

## Історія
Найчастіше цей пристрій пов'язують з ім'ям Бенджаміна Франкліна, американського вченого та винахідника, який встановив його у своєму будинку як засіб попередження про наближення грози. Але справжнім винахідником приладу є Ендрю Гордон, професор натуральної філософії університету Ерфурта, Німеччина. Близько 1742 року він створив пристрій, відомий як "електричні куранти", і повністю описав його у своїй книзі Versuch einer Erklarung der Electricitat (нім. Спроба пояснення електрики, Ерфурт, 1745).
Франклін адаптував ідею Гордона до застосування у своїх дослідженнях атмосферної електрики, яким приділяв багато уваги. Він під'єднав один дзвоник до свого блискавковідводу (у вигляді закріпленого на димоході загостреного металевого стрижня), а інший до землі. При появі атмосферних зарядів цей пристрій починав дзвонити, що давало змогу спостерігати за змінами рівня статичної електрики. Він назвав створений пристрій "блискавкові дзвоники", але наразі невідомо жодного зображення його оригінального вигляду. Усі існуючі реконструкції ґрунтуються лише на письмових джерелах, зокрема у записниках Франкліна збереглося декілька спогадів про цю подію:

У Вересні 1752, Я встановив Залізний Стрижень для того щоб притягнути Блискавку в свій Дім заради проведення деяких Експериментів з нею, а також два Дзвоники для Сповіщення про те, що Стрижень наелектризувався. Винахід очевидний для кожного Електрика.

Я виявив, що Дзвоники інколи починають дзвонити без наявності Блискавки або Грому, а лише у присутності темної Хмари над Стрижнем; також, що інколи після Спалаху Блискавки вони раптово зупиняються; а в інших випадках, якщо вони до того не дзвонили, після Спалаху раптово починають дзвонити; також, що інколи Електрика була дуже слабка, настільки, що після отримання малої Іскри, нова не з'являлася деякий час потому; в інших випадках Іскри чергувалися дуже швидко, а одного разу Я отримав неперервний Потік від Дзвоника до Дзвоника, розміром з Вороняче-Перо. Навіть впродовж одного Спостереження відмінності були значні.

## Будова та принцип роботи

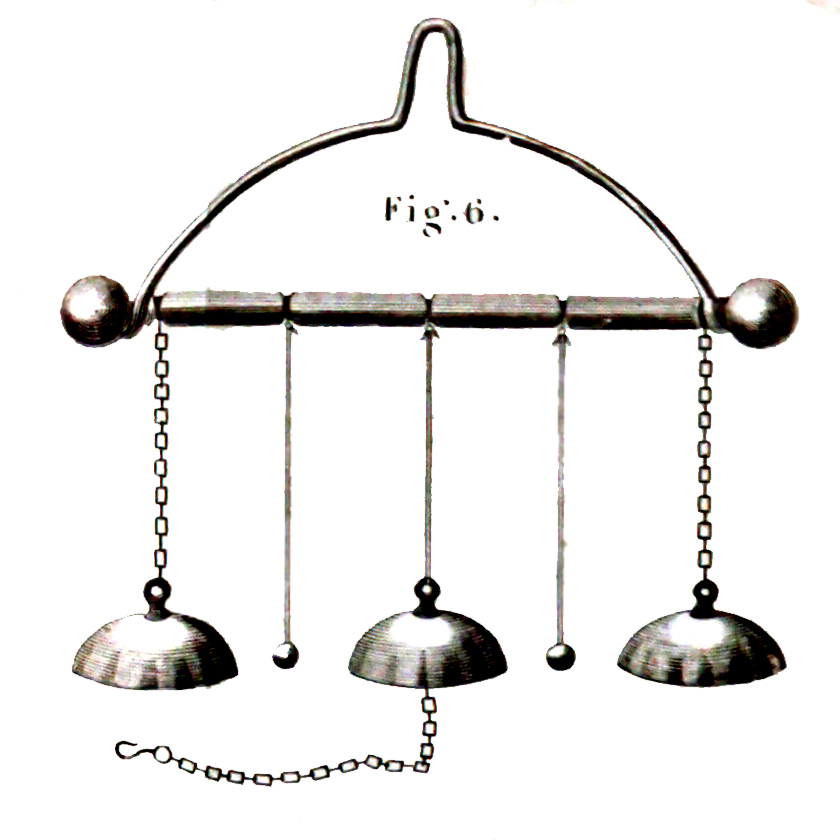
Набір дзвоників Франкліна. Ілюстрація з книги Джорджа Адамса Лекції з натуральної та експериментальної філософії.

У найпростішому виконанні пристрій складається з двох дзвоників, до яких прикладено високу напругу, та одного металевого ударника, що рухається між ними. Напруженість поля повинна бути достатньою для притягування зарядженого ударника.
Розглянемо більш детально варіант пристрою з трьома дзвониками, розміщеними на поперечині. У ньому два крайніх дзвоника підвішені за допомогою токопровідних металевих ланцюжків, за рахунок чого вони мають електричний контакт з металевою стійкою, на якій закріплена поперечина. Центральний дзвоник підвішено на нетокопровідній нитці і електричного контакту зі стійкою він не має, але до нього під'єднано вільний металевий ланцюг. У проміжках між дзвониками розміщені два маятники, у вигляді підвішених на нетокопровідних нитках металевих кульок. Вони відіграють роль ударників.
На металеву стійку та ланцюг центрального дзвоника подається напруга, як джерело якої може виступати, наприклад, заряджена Лейденська банка. При цьому ланцюг центрального дзвоника під'єднується до внутрішньої поверхні банки, а металева стійка – до зовнішньої поверхні. В результаті, два крайніх дзвоника через металеві ланцюжки, на яких вони підвішені, отримують заряд одного знаку, а центральний дзвоник – протилежного знаку. Між дзвониками виникає різниця потенціалів, така сама, як і між поверхнями Лейденської банки. За рахунок цього, кожний маталевий ударник починає притягуватися до одного з дзвоників і доторкнувшись до нього, отримувати електричний заряд того самого знаку. Після чого дзвоник відштовхує його від себе, але разом з тим, інший дзвоник, що має протилежний заряд, починає притягувати, і процес повторюється знову. З кожним зіткненням ударників і дзвоників відбувається перенесення порції заряду між внутрішньою та зовнішньою поверхнями Лейденської банки. Після розряджання банки до певного мінімального рівня, дзвін пристрою припиняється.

## Зовнішні посилання
- Блискавкові дзвоники Бена Франкліна – Інститут Франкліна (англ.)
- Дзвоники Франкліна (Дзвоники Гордона) [Архівовано 9 серпня 2013 у Wayback Machine.] – PV Scientific Instruments (англ.)
- Дзвоники Франкліна від grenadier [Архівовано 12 травня 2013 у Wayback Machine.] – Instructables (англ.)
- «Дзвоники Франкліна» та перенесення заряду для навчальної лабораторії [Архівовано 18 червня 2013 у Archive.is] – Американський фізичний журнал (англ.)
- Дзвоники Франкліна [Архівовано 23 травня 2013 у Wayback Machine.] – Науковий сайт Адама (англ.)
- Дзвоники Франкліна [Архівовано 11 травня 2013 у Wayback Machine.] – (Research Media & Cybernetics) (англ.)